# デヴィッド・シャイア
デヴィッド・シャイア（David Shire、1937年7月3日 - ）は、アメリカ合衆国の音楽家。ニューヨーク州バッファロー出身。多くの映画やドラマの音楽を制作している。ユダヤ系。
タリア・コッポラと1970年に結婚したが1980年に離婚。2年後に女優のディディ・コンと再婚している。　

## 主なフィルモグラフィ

### 映画
- 『最後の弾丸』 - One More Train to Rob (1971年)
- Drive, He Said (1971年)
- Summertree (1971年)
- 『西部無法伝』 - Skin Game (1971年)
- To Find a Man (1972年)
- 『ふたり』 - Two People (1973年)
- 『続・おもいでの夏』 - Class of '44 (1973年)
- 『対決』 - Showdown (1973年)
- 『恐怖の殺人蜜蜂』 - Killer Bees (1974年)
- Sidekicks (1974年)
- 『カンバセーション…盗聴…』 - The Conversation (1974年)
- 『サブウェイ・パニック』 - The Taking of Pelham One Two Three (1974年)
- 『ヒンデンブルグ』 - The Hindenburg (1975年)
- 『さらば愛しき女よ』 - Farewell, My Lovely (1975年)
- 『大統領の陰謀』 - All the President's Men (1976年)
- 『ニューヨーク一獲千金』 - Harry and Walter Go to New York (1976年)
- 『弾丸特急ジェット・バス』 - The Big Bus (1976年)
- 『特攻サンダーボルト作戦』 - Raid on Entebbe (1977年)
- 『ジョーイ』 - Something for Joey (1977年)
- 『サタデー・ナイト・フィーバー』 - Saturday Night Fever (1977年)
- 『ストレート・タイム』 - Straight Time (1978年)
- 『ザ・ドロッパーズ』 - Fast Break (1979年)
- 『ノーマ・レイ』 - Norma Rae (1979年)
- The Promise (1979年)
- 『オールドボーイフレンズ』 - Old Boyfriends (1979年)
- 『泣かないで』 - Only When I Laugh (1981年)
- 『結婚しない男』 - Paternity (1981年)
- 『ガープの世界』 - The World According to Garp (1982年)
- 『ニール・サイモンのキャッシュ・マン』 - Max Dugan Returns (1983年)
- 『オー! ゴッド3/悪魔はこわい』 - Oh, God! You Devil (1984年)
- 『2010年』 - 2010 (1984年)
- 『バック・トゥ・ザ・ドリーム』 - The Blue Yonder (1985年)
- 『オズ』 - Return to Oz (1985年)
- 『ショート・サーキット』 - Short Circuit (1986年)
- 'night, Mother (1986年)
- 『バイス・バーサ/ボクとパパの大逆転』 - Vice Versa (1988年)
- 『バックファイア』 - Backfire (1988年)
- 『モンキー・シャイン』 - Monkey Shines (1988年)
- 『パリス・トラウト』 - Paris Trout (1991年)
- Bed & Breakfast (1992年)
- Four Eyes and Six Guns (1992年)
- 『ダニエル・スティール/ある愛のかたち』 - Once in a Lifetime (1994年)
- 『不死身の男』 - The Man Who Wouldn't Die (1995年)
- 『荒野の追跡者・ラレード通り』 - The Streets of Laredo (1995年)
- 『裏窓』 - Rear Window (1998年)
- 『ロード・トゥ・ヘル』 - Ash Wednesday (2002年)
- 『ゾディアック』 - Zodiac (2007年)
- 『ダウト 〜偽りの代償〜』 - Beyond a Reasonable Doubt (2009年)
- The American Side (2016年)
- Love After Love (2017年)